# Holte (Rhauderfehn)
Holte ist seit der Verwaltungs- und Gebietsreform vom 1. Januar 1973 ein Ortsteil der Gemeinde Rhauderfehn. Heute leben dort 510 Einwohner. Die Streusiedlung liegt etwa drei Kilometer nördlich von Westrhauderfehn, des Hauptortes der ostfriesischen Gemeinde. Die 10,95 Quadratkilometer große Gemarkung wurde auf Pseudogley-Gley-Böden gegründet.
Holte soll im Mittelalter wirtschaftliches Zentrum des südlichen Overledingerlandes gewesen sein. Dies wird daraus geschlossen, dass der Ort über das Marktrecht verfügte. In der Folgezeit erlangten vor allem die Vieh- und Krammärkte große Wichtigkeit für die umliegende Region. Zudem befand sich möglicherweise auf dem Bietzebarg im Holter Hammrich die 1409 erwähnte Volnesborch. Der Ortsname wird erstmals 1599 genannt. Er ist vom niederdeutschen im Holte abgeleitet und bedeutet Wald oder Gehölz.

## Persönlichkeiten
- Fokko Wilhelm Doyen (* 1956) ehem. Flugkapitän und Träger des Verdienstkreuz am Bande